# Nathan Ferguson
Nathan Ferguson (* 6. Oktober 2000 in Birmingham) ist ein englischer Fußballspieler, der seit Juli 2020 beim Erstligisten Crystal Palace unter Vertrag steht. Der Abwehrspieler war zudem englischer U20-Nationalspieler.

## Karriere

### Verein
Ferguson wechselte im Alter von acht Jahren in die Jugendakademie von West Bromwich Albion. Dort spielte er in diversen Juniorenauswahlen und erhielt am 21. Dezember 2017 seinen ersten professionellen Vertrag bei den Baggies. Die gesamte Saison 2017/18 verbrachte er bei der U23-Mannschaft in der Premier League 2, wo er zu 20 Einsätzen kam und ein Tor erzielte. In der folgenden Spielzeit 2018/19 bestritt er 19 Ligaspiele für die U23.
Zur Saison 2019/20 wurde er in die erste Mannschaft von Trainer Slaven Bilić befördert. Bereits am 3. August 2019 (1. Spieltag) gab er sein Debüt in der EFL Championship, als er beim 2:1-Auswärtssieg gegen Nottingham Forest in der Startformation stand. In der Folge etablierte er sich als Stammspieler. Am 28. September (9. Spieltag) traf er beim 2:0-Auswärtssieg gegen die Queens Park Rangers erstmals im Profibereich. Im Januar 2020 rutschte er aus der Startformation. Im Juni des gleichen Jahres wurde bekannt, dass Ferguson die Baggies am Monatsende verlassen wird, da er es ablehnte seinen auslaufenden Vertrag zu verlängern. Bis Juli 2020 – die Saison war zu diesem Zeitpunkt aufgrund der COVID-19-Pandemie noch nicht abgeschlossen – absolvierte er 21 Ligaspiele, in denen ihm ein Tor und eine Vorlage gelangen.
Am 21. Juli 2020 wurde sein ablösefreier Wechsel zum Erstligisten Crystal Palace bekanntgegeben, wo er einen Dreijahresvertrag unterzeichnete.

### Nationalmannschaft
Am 27. Mai 2018 bestritt Ferguson beim 1:0-Sieg im freundschaftlichen Länderspiel gegen Ungarn U19 sein einziges Spiel für die englische U18-Nationalmannschaft. Danach nahm er mit der U19 an der U19-Europameisterschaft 2018 in Finnland teil, wo er ein Spiel absolvierte.
Am 9. September 2019 debütierte er beim 1:0-Sieg gegen die Schweiz in der U20 Elite League für die U20-Auswahl.